# Andrea Álvarez Marín

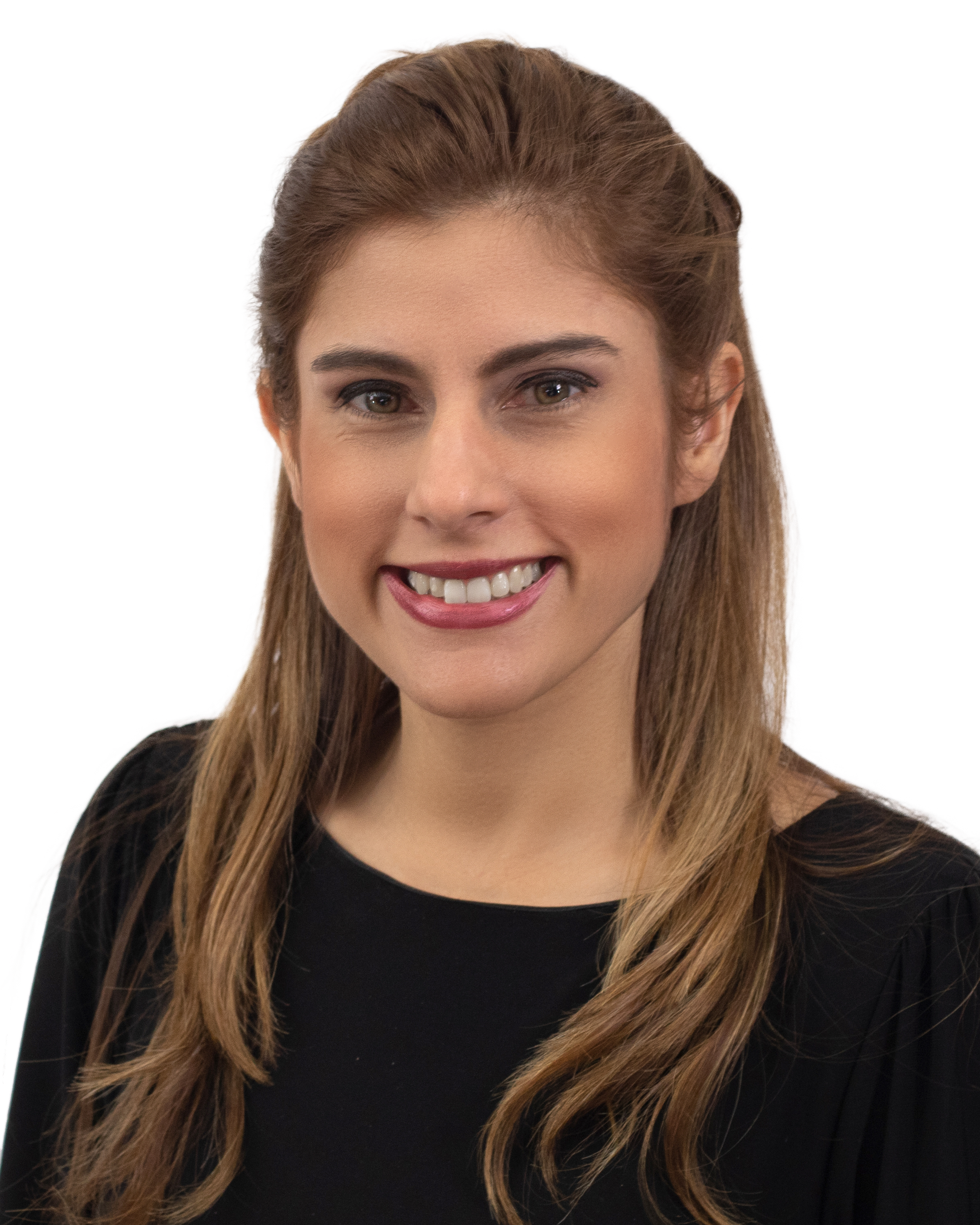
Andrea Álvarez Marín (2022)

Andrea Álvarez Marín (* 3. September 1986 in San José) ist eine costa-ricanische Politikerin des Partido Liberación Nacional (PLN), die unter anderem seit 2022 Mitglied der Legislativversammlung von Costa Rica ist.

## Leben
Andrea Álvarez Marín begann nach dem Besuch der Escuela Anglo Americana und des Colegio Saint Francis 2003 ein Geschichtsstudium an der Universidad de Costa Rica (UCR), welches sie 2009 mit einem Bachelor (Bachillerato en Historia) mit Auszeichnung mit einer Gesamtnote von 97,4 Prozent beendete, nachdem sie bereits 2006 und 2007 den Preis als Jahrgangsbeste der Fakultät für Geschichte (Escuela de Historia) erhalten hatte. Bereits während ihres Studiums wurde sie 2004 Direktorin der Unternehmensgruppe Álvarez y Marín Corporación. Nach Abschluss des Studiums arbeitete sie zwischen Januar 2009 und Juli 2011 an der Lateinamerikanischen Fakultät für Sozialwissenschaften FLACSO (Facultad Latinoamericana de Ciencias Sociales), eine 1957 auf Initiative der UNESCO gegründete länderübergreifende Organisation zur Forschung, Lehre und Förderung der Sozialwissenschaften in Lateinamerika, als Forschungsassistentin des Generalsekretärs des dortigen Generalsekretärs Francisco Rojas Aravena und der Regionalkoordinatorin für internationale Zusammenarbeit, Josette Altmann Borbón.
Im Oktober 2008 war sie Mitgründerin des Vereins für Führung und Förderung und Soziales ALAS (Asociación para el Liderazgo y Ascenso y Social) und war zunächst zwischen Oktober 2008 und Oktober 2011 Vorstandsmitglied sowie von Oktober 2014 bis Dezember 2017 stellvertretende Vorstandsvorsitzende. Zwischenzeitlich absolvierte sie ein postgraduales Studium im Fach Gesundheitswissenschaften an der Yale University, welches sie 2014 mit einem Master of Public Health (MPH) mit der Abschlussarbeit „An unhealthy click: an investigation of pro ana website visitation in a community sample“, eine Untersuchung der Pro-Ana-Website-Besuche in einer Community-Stichprobe, beendete. Diese Magisterarbeit wurde 2014 für den Preis des Dekans für die beste Forschung und den Preis für eine der besten Abschlussarbeiten nominiert. Danach arbeitete Andrea Álvarez Marín von Mai 2014 bis April erst als Büroleiterin sowie zwischen Juni 2017 und Februar 2018 als Büroleiterin und Sprecherin des PLN-Abgeordneten Antonio Álvarez Desanti, der vom 1. Mai 2016 bis zum 30. April 2017 auch Präsident der Legislativversammlung war.
Zu dieser Zeit engagierte sich Andrea Álvarez Marín auch zunehmend in der Partei der Nationalen Befreiung PLN (Partido Liberación Nacional) und war zwischen 2015 und 2019 Untersekretärin des Parteivorstandes für Planung und Programme sowie bei der Präsidentschaftswahl 2018 Sprecherin des nunmehrigen PLN-Präsidentschaftskandidaten Antonio Álvarez Desanti, der als Drittplatzierter im ersten Wahlgang 401.505 Stimmen (18,63 Prozent) erhielt. Daraufhin war sie von Februar 2018 bis Juli 2019 mit Fernando Zumbado Moderatorin und Co-Produzent einer Fernsehsendung und ist seit Oktober 2018 Mitbegründerin und Präsidentin der Álvarez y Marín-Stiftung (Fundación Álvarez y Marín), deren Programm Teilstipendien zur Deckung der Universitätskosten, Zugang zu Englischkursen und Workshops zu den auf dem Arbeitsmarkt des 21. Jahrhunderts erforderlichen Fähigkeiten umfasst. Sie absolvierte zudem ein weiteres postgraduales Studium der Fachrichtung Sozialwissenschaften an der John F. Kennedy School of Government (HKS) der Harvard University, das sie 2021 mit einem Master of Public Administration (MPA) abschloss.
Bei der Parlamentswahl 2022 wurde Andrea Álvarez Marín für die PLN erstmals zum Mitglied der Legislativversammlung von Costa Rica (Asamblea Legislativa) gewählt und vertritt in dieser seither die Provinz San José. In der Legislativversammlung ist sie seit dem 30. April 2022 Vorsitzende des Ständigen Ausschusses für Soziales sowie seit dem 30. April 2024 zugleich Vorsitzende des Ständigen Sonderausschusses für Verfassungsberatung, nachdem sie zuvor seit dem 30. April 2022 Sekretärin dieses Sonderausschusses war. Nachdem ihr Rodrigo Arias Sánchez am 30. April 2024 mit 36 von 57 Stimmen zum dritten Mal in Folge zum Präsidenten der Legislativversammlung gewählt worden war, schlug sie in einem Interview vor, dass 2025 eine Frau zur Parlamentspräsidentin gewählt wird. Im Oktober 2024 erklärten sie und die Abgeordnete Sofía Alejandra Guillén Pérez Morddrohungen erhalten zu haben. Im Oktober 2024 wurde bekannt, dass sie den Vorsitz der Kommission übernehmen wird, die den Sozialversicherungsfonds CCSS (Caja Costarricense de Seguro Social) untersuchen wird.

## Veröffentlichungen
- América Latina y el Caribe: Globalización y Conocimiento. Repensar las Ciencias Sociales, Mitherausgeber Francisco Rojas Aravena, Quito, UNESCOFLACSO, 2011
- América Latina y el Caribe. Confianza ¿Un bien escaso?, Mitherausgeber Francisco Rojas Aravena, Buenos Aires, FLACSO-AECID-Teseo, 2011
- América Latina y el Caribe. Gobernabilidad Democrática: Política, Ciudadanía, Exclusión, Memoria y Demografía, Mitherausgeber Francisco Rojas Aravena, Buenos Aires, FLACSO-AECID-Teseo, 2011